# 誘人男聲
《誘人男聲》（英语：Big Fat Bass），是美国女歌手布兰妮·斯皮尔斯的一首歌曲，收录于她的第7张录音室专辑《蛇蝎美人》（Femme Fatale）中。歌曲由威廉·亚当斯创作和制作。歌曲中有一些性暗示的双关语。歌曲发行后获得了乐评褒贬不一的评价，部分乐评认为歌曲是电台和夜店的热门首选，并称其为专辑最老派的歌曲。然而，少量乐评认为布兰妮和威廉合作是个错误，并批评了布兰妮在歌曲中过度加工的声音。
在《蛇蝎美人》发行之后，《誘人男聲》在韩国加翁榜国际单曲榜取得了第31名的排位，并在《告示牌》热门舞曲/电音数字单曲榜排行第18。布兰妮在雨夜店、《早安美國》和《吉米·坎摩尔直播秀》现场表演了歌曲。歌曲还是布兰妮2011年蛇蝎美人巡回演唱会的表演曲目之一。

## 榜单表现

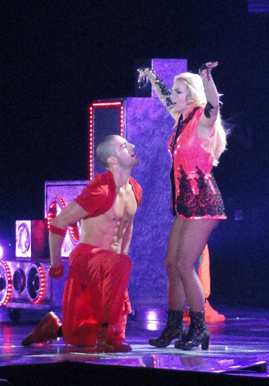
布兰妮在2011年蛇蝎美人巡回演唱会表演《誘人男聲》。

2011年4月7日，《誘人男聲》以8,874次数字下载空降韩国加翁榜国际单曲榜第31名。 歌曲亦于2011年4月16日空降《告示牌》热门舞曲/电音数字单曲榜第18名。
| 榜单 （2011年）                                     | 最高 排位 |
| --------------------------------------------------- | --------- |
| 韩国 (South Korea Gaon International Chart)         | 31        |
| 美国 (Billboard Hot Dance/Electronic Digital Songs) | 18        |